# RAF Hemswell
RAF Hemswell (pierwotna nazwa RFCS Harpswell) – baza RAF działająca w latach 1937–1957, zlokalizowana koło wioski Hemswell (hrabstwo Lincolnshire) w odległości ok. 20 km na północ od Lincoln.

## Historia bazy
Jedna z baz RAF używana również przez polskie dywizjony bombowe 300, 301 i 305 Polskich Sił Powietrznych.
Po zamknięciu w 1957, baza była ponownie wykorzystywana w okresie zimnej wojny do 1967. Obecnie przekształcona w obszar rolniczy z pozostawieniem kilku budynków bazy.